# Иркутский завод тяжёлого машиностроения
ОАО ПО «Иркутский завод тяжёлого машиностроения» — российское машиностроительное предприятие, находится в городе Иркутск.
Специализируется на производстве драг для золотодобывающей промышленности.
Завод также выпускает оборудование для разработки рудных месторождений золота, а также для цветной и чёрной металлургии.

## История
В 1907 году были открыты обозные мастерские. В 1927 году мастерские были переданы в систему «Союззолото» и были ориентированы на выпуск оборудования для добычи золота. В 1930 году завод начал работу, приступив к изготовлению 150-литровой драги. В том же году заводу было присвоено имя В. В. Куйбышева.
В 1941 году с началом Великой Отечественной войны ИЗТМ перешёл на выпуск военной продукции. В 1945 году указом Президиума Верховного Совета СССР завод был награждён орденом Трудового Красного Знамени.
В 1968 году завод разработал крупнейшую в мире речную черпаковую драгу для золотодобычи Драга № 601, эксплуатировавшуюся на Мараканской золотой россыпи с 1969 по 1992 год.  В 1968 году драга была принята государственной комиссией, а 30 сентября 1969 года запущена в эксплуатацию.
В 1992 году завод был преобразован в ОАО «Иркутский завод тяжелого машиностроения».
В 2017 году завод был преобразован в ООО «Производственная компания».